# الجبانة (العقيرة)

تعديل مصدري - تعديل

الجبانة محلة تابعة لقرية العقيرة، التابعة لعزلة شوائط بمديرية ذي السفال إحدى مديريات محافظة إب في الجمهورية اليمنية، بلغ تعداد سكانها 52 حسب تعداد اليمن لعام 2004.